# Lappeenrannan NMKY
Lappeenrannan NMKY ist ein finnischer Basketballverein aus Lappeenranta. Er wurde zweimal finnischer Meister und viermal Pokalsieger.

## Geschichte
Der Verein wurde 1951 als Lappeenranta Basketball 1951 gegründet. 
Die Mannschaft feierte in den Jahren 2005 und 2006 zwei Doubles, bestehend aus Meisterschaft und Pokal, in Folge. 2007 und 2008 folgten noch zwei weitere Pokalsiege.
LrNMKY, wie der Verein genannt wird, erreichte in der Saison 2005/06 in der FIBA EuroCup Challenge das Halbfinale, wo man Chimik Juschne unterlag. Für eine finnische Mannschaft war dies trotzdem ein sehr großer Erfolg.

## Halle
Der Verein trägt seine Heimspiele in der Lappeenrannan urheilutalo aus. 

## Erfolge
- 2× Finnischer Meister (2005, 2006)
- 4× Finnischer Pokalsieger (2005, 2006, 2007, 2008)

## Bekannte ehemalige Spieler
Joonas Suotamo 2008–2010
 Brant Bailey 2009–2010